# لال بیهاری
" لال بیهاری یا لال بیهاری مریتاک (انگلیسی: Lal Bihari؛ زادهٔ ۱۹۵۵) یک کشاورز و فعال هندی اهل آمیلو، در منطقه اعظمگر، اوتار پرادش است که اگرچه زنده بود، اما به‌طور رسمی بین سال‌های ۱۹۷۵ تا ۱۹۹۴ مرده اعلام شد. او ۱۹ سال با بوروکراسی هند مبارزه کرد تا ثابت کند زنده است. در همین حال، او مریتک (ترجمه واژه‌به‌واژه: deceased) به
را به نام خانوادگی خود افزود و سپس انجمن افراد مرده اوتار پرادش را تأسیس کرد تا موارد دیگری مانند او را برجسته کند. نام این انجمن مریتاک سانگ بود.

## زندگی
بیهاری قبل از آنکه به شخصیتی شناخته شده تبدیل شود، در یک روستای کوچک از ایالت اوتار پرادش زندگی می‌کرد. برای درخواست وام بانکی، بیهاری به دفتر امور مالیاتی در مرکز بخش اعظم‌گره رفت تا مدرک هویت بگیرد، که در آنجا متوجه شد که رسماً به عنوان فردی فوت شده ثبت شده‌است. عموی او به یک مقام رشوه داده بود تا او را به عنوان فردی مرده ثبت کند، به طوری که او بتواند مالکیت زمین اجدادی بیهاری در خلیل‌آباد را که کمتر از یک هکتار بود به دست آورد.
بیهاری متوجه شد که حداقل ۱۰۰ نفر دیگر در شرایط مشابهی قرار دارند، به‌طور رسمی مرده اعلام شده‌اند. او انجمن مریتاک سانگ، انجمن افراد مرده اوتار پرادش، را در بخش اعظم‌گره تشکیل داد. او و بسیاری از اعضای دیگر در خطر کشته شدن توسط کسانی بودند که اموال آنها را به تصرف خود درآورده بودند. اکنون، این انجمن بیش از ۲۰٬۰۰۰ عضو از سراسر هند دارد. تا سال ۲۰۰۴، آنها موفق شدند چهار نفر از اعضای خود را به عنوان زنده اعلام کنند.
به مرور زمان، بیهاری سعی کرد با روش‌های مختلف به موقعیت خود توجه جلب کند. او مراسم خاکسپاری خود را برگزار کرد و برای همسرش خواستار دریافت غرامت بیوه شد. در سال ۱۹۸۰، او کلمه مریتاک ('مرده') را به نام خود اضافه کرد و نامه‌های خود را با عنوان «لال بیهاری مرحوم» امضا کرد. او در سال ۱۹۸۹ بدون موفقیت در انتخابات در برابر راجیو گاندی ایستاد، تا ثابت کند که زنده است. در سال ۱۹۹۴، او موفق شد پس از یک تلاش حقوقی طولانی، مرگ رسمی خود را لغو کند.
بیهاری در سال ۲۰۰۳ جایزه صلح ایگ نوبل دریافت کرد.